# Sara Ugarte de Salamanca
Sara Ugarte de Salamanca (1866-1925 ) là một nhà thơ người Bolivia và vợ của Daniel Salamanca Urey. Cô ấy đến từ vùng Cochabamba. Cô đã vận động để có một tượng đài được xây dựng cho các nữ anh hùng địa phương đã chiến đấu với những người lính được đào tạo vào năm 1812.

## Đời sống

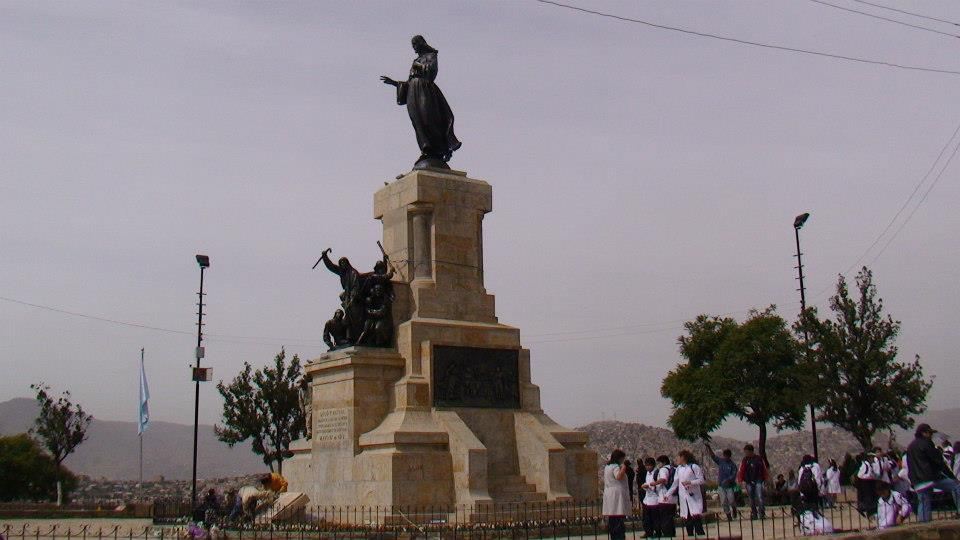
"Monumento a las Heroínas de la Coronilla" trên ngọn đồi San Sebastián. Cochabamba, Bôlivia.

Cô sinh năm 1866 tại Cochabamba. Chồng cô, Daniel Salamanca Urey, cũng được sinh ra ở thành phố đó.
Cô đã vận động để có một tượng đài được xây dựng để tôn vinh những anh hùng địa phương của Chiến tranh Độc lập Bolivia trên đỉnh đồi San Sebastián. Cochambamba, Bolivia. Đây là nơi các trận chiến đã diễn ra  vào ngày 27 tháng 5 năm 12812. Những người phụ nữ đã chống lại lực lượng của Tướng Jose Manuel de Goyeneche. Ugarte thành lập và lãnh đạo Hiệp hội Yêu nước "27 de Mayo" (tiền thân của Ủy ban Phụ nữ Dân sự  hiện tại), và chiến đấu để tạo ra một tượng đài về Nữ anh hùng của Vương miện. Năm 1926, một năm sau cái chết của Ugarte, Tổng thống Hernando Siles đã đồng ý rằng tượng đài có thể được xây dựng trên đỉnh đồi San Sebastián. Lễ kỷ niệm kéo dài ba ngày và bao gồm lễ khánh thành Chợ 25 de Mayo.